# Rumi Hiiragi
Rumi Hiiragi (柊 瑠美, Hiiragi Rumi) (née le 1er août 1987  à Tokyo) est une actrice japonaise. 

## Biographie
Rumi Hiiragi a joué dans de nombreuses séries télévisées. Elle est connue pour son rôle dans Suzuran et pour le doublage du personnage principal du Voyage de Chihiro, film d'animation récompensé aux Oscars du cinéma en 2003.